# Мон (Шаранта)
Мон (фр. Mons) — коммуна во Франции, находится в регионе Пуату — Шаранта. Департамент — Шаранта. Входит в состав кантона Руйак. Округ коммуны — Коньяк.
Код INSEE коммуны — 16221.
Коммуна расположена приблизительно в 380 км к юго-западу от Парижа, в 85 км южнее Пуатье, в 28 км к северо-западу от Ангулема.

## Население
Население коммуны на 2008 год составляло 262 человека.
| 1962 | 1968 | 1975 | 1982 | 1990 | 1999 | 2008 |
| ---- | ---- | ---- | ---- | ---- | ---- | ---- |
| 294  | 278  | 257  | 228  | 225  | 232  | 262  |

## Экономика
В 2007 году среди 166 человек в трудоспособном возрасте (15—64 лет) 114 были экономически активными, 52 — неактивными (показатель активности — 68,7 %, в 1999 году было 71,8 %). Из 114 активных работали 106 человек (60 мужчин и 46 женщин), безработных было 8 (3 мужчины и 5 женщин). Среди 52 неактивных 14 человек были учениками или студентами, 20 — пенсионерами, 18 были неактивными по другим причинам.

## Достопримечательности
- Приходская церковь Нотр-Дам (XII век). Исторический памятник с 1941 года[3]

## Фотогалерея

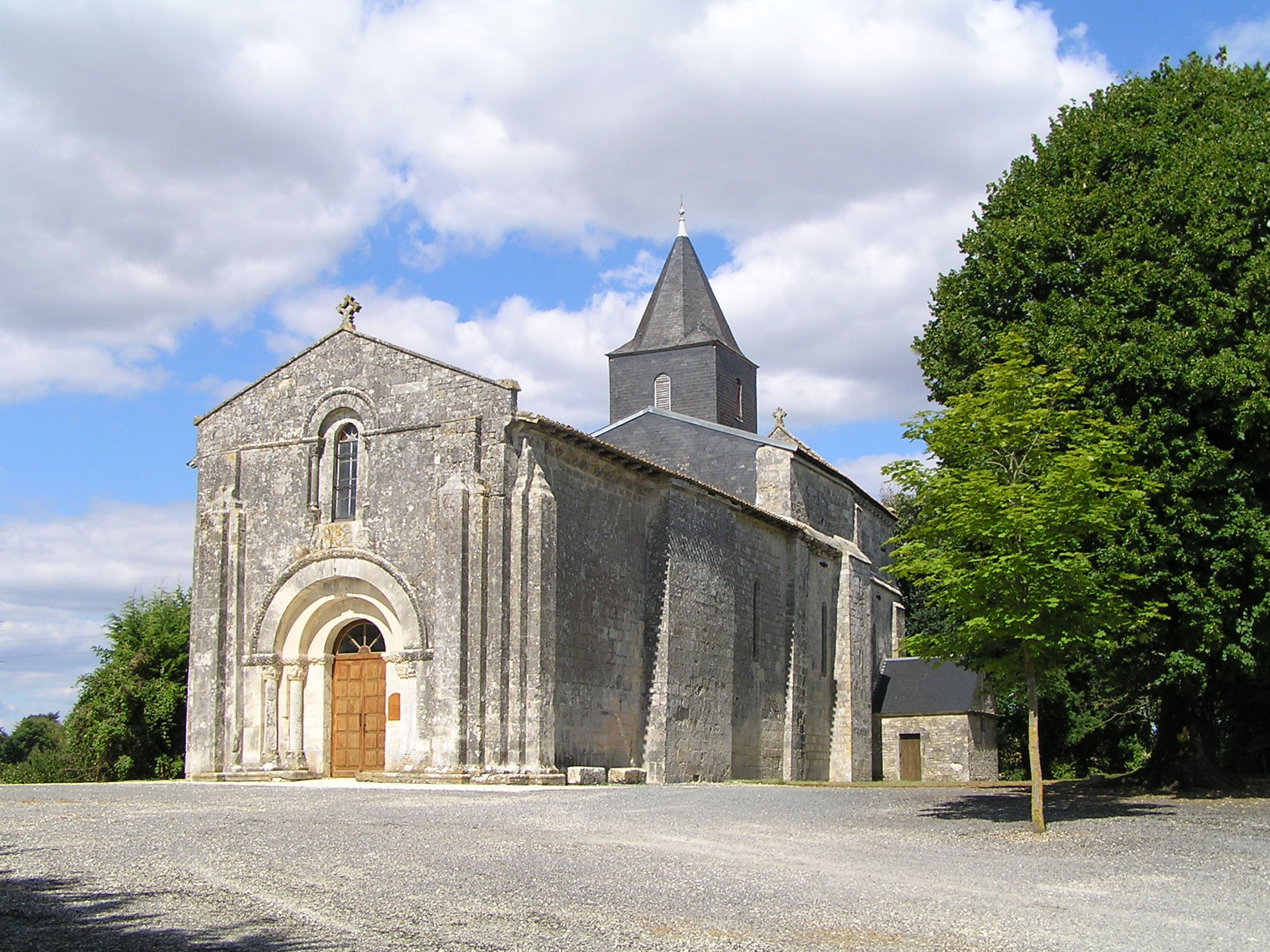
Церковь Нотр-Дам
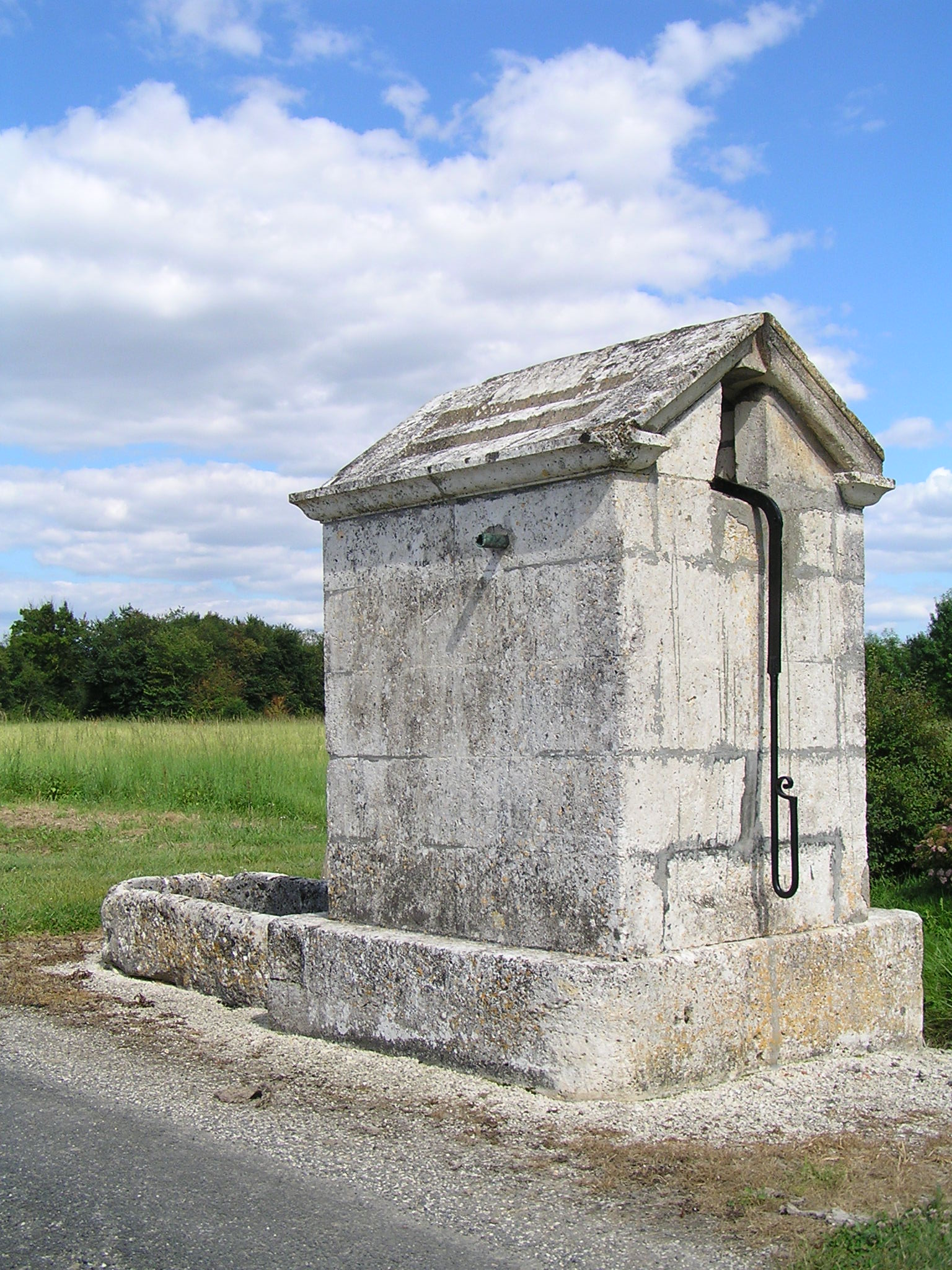
Колодец
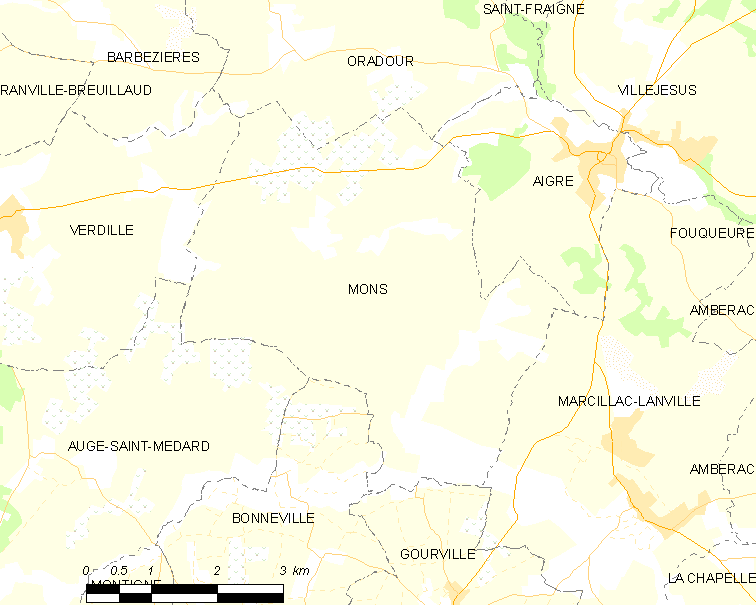
Карта коммуны